# 博茲多安
博茲多安是土耳其的城鎮，由艾登省負責管轄，位於該國西部，距離首府艾登76公里，面積849平方公里，海拔高度464米，2010年人口9,888。

## 外部連結
- District governor's official website （页面存档备份，存于） （土耳其文）
- District municipality's official website（页面存档备份，存于） （土耳其文）
- local information （土耳其文）

37°40′13″N 28°18′35″E / 37.6703°N 28.3097°E